# Stuart Townsend
Stuart Peter Townsend (15. december 1972 i Howth, County Dublin) er en irsk skuespiller.

## Udvalgt filmografi

### Film
- Chaos Theory (2007)
- The Best Man (2005)
- Æon Flux (2005, cameo)
- Head in the Clouds (2004)
- Det hemmelighedsfulde selskab (2003, Dorian Gray)
- Shade (2003)
- Trapped (2002)
- Queen of the Damned (2002, Lestat)
- About Adam (2000)
- Mauvaise passe (1999)
- The Venice Project (1999)
- Wonderland (1999)
- Simon Magus (1999)
- Resurrection Man (1998)
- Under the Skin (1997)
- Shooting Fish (1997)
- Trojan Eddie (1996)

### Tv-serier
- The Night Stalker (2005)